# جيم كيني
جيم كيني (بالإنجليزية: James Denis Kenny)‏ هو سياسي أسترالي، ولد في 27 نوفمبر 1906 في أستراليا، وتوفي في 12 أكتوبر 1967. انتخب عضو المجلس التشريعي نيو ساوث ويلز.